# Шилихин, Иван Осипович
Шилихин (Шелихин) Иван Осипович (1865—?) — депутат Государственной думы Российской империи I созыва от Астраханской губернии от крестьян. 

## Биография

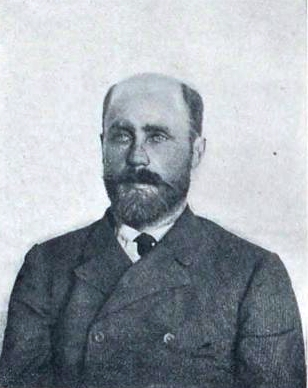
Иван Осипович Шилихин

Родился в 1865 году. Крестьянин Царевского уезда. Окончил двухклассное министерское училище. Занимался земледелием и торговлей.
Являлся уполномоченным Колобовского сельского общества. Беспартийный, сочувствовал партии народной свободы. В 1906 году был избран депутатом Государственной думы Российской империи I созыва от крестьян Астраханской губернии. В Госудуме примыкал к трудовой группе. После роспуска Думы подписал «выборгское воззвание». Дальнейшая судьба неизвестна.